# Euphorbia tirucalli
Euphorbia tirucalli är en törelväxtart som beskrevs av Carl von Linné. Euphorbia tirucalli ingår i släktet törlar, och familjen törelväxter. IUCN kategoriserar arten globalt som livskraftig. Inga underarter finns listade i Catalogue of Life.

## Bildgalleri

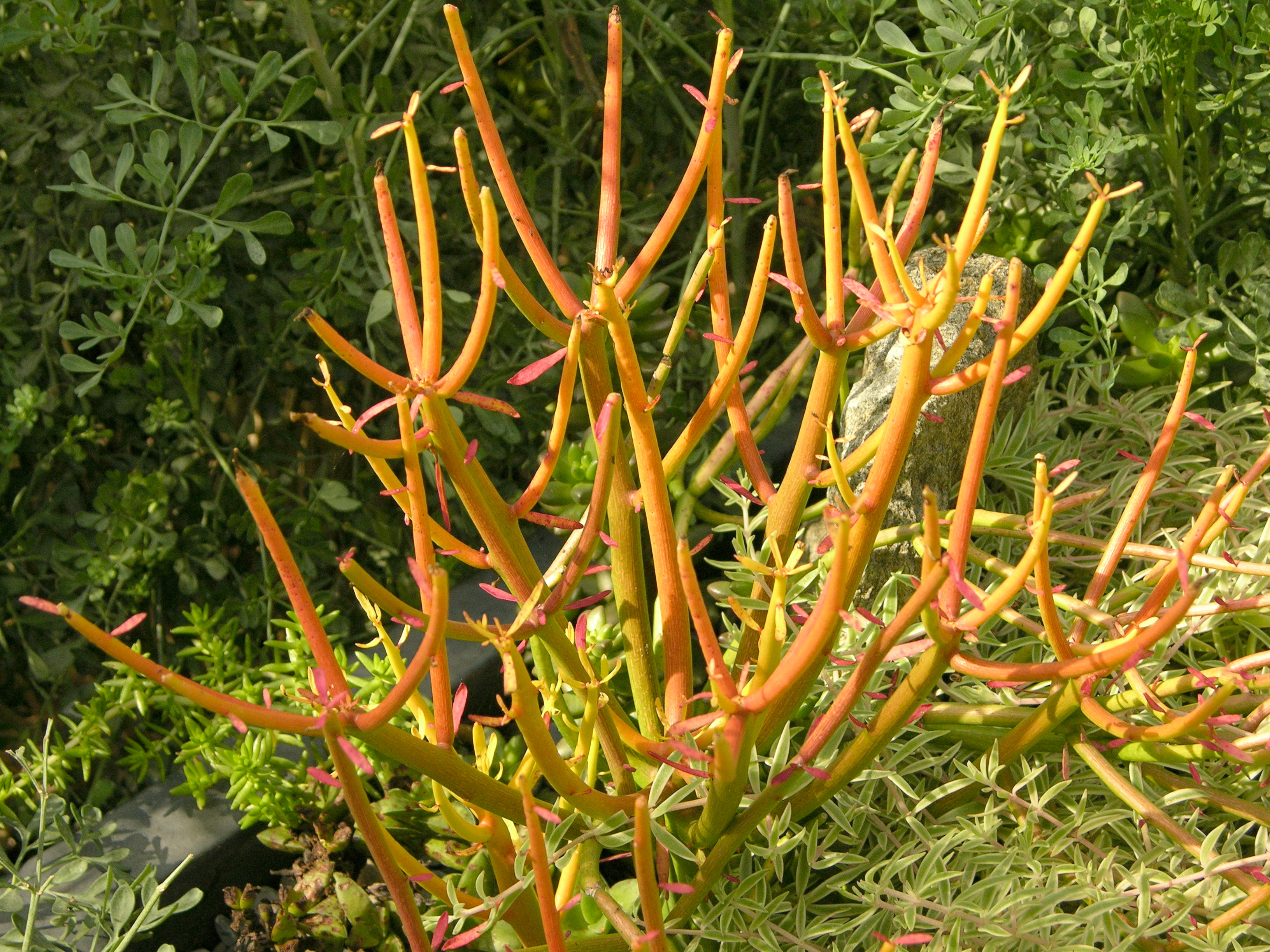
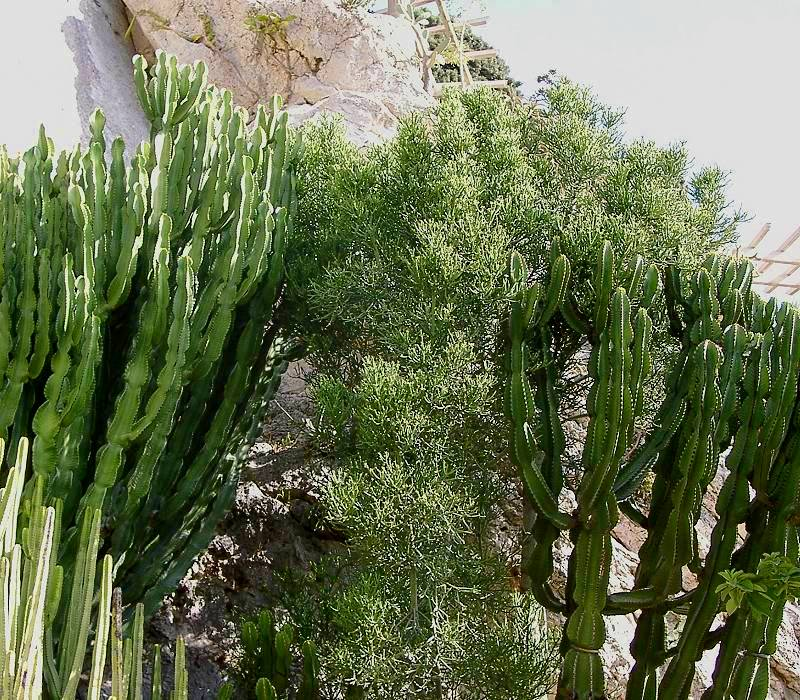
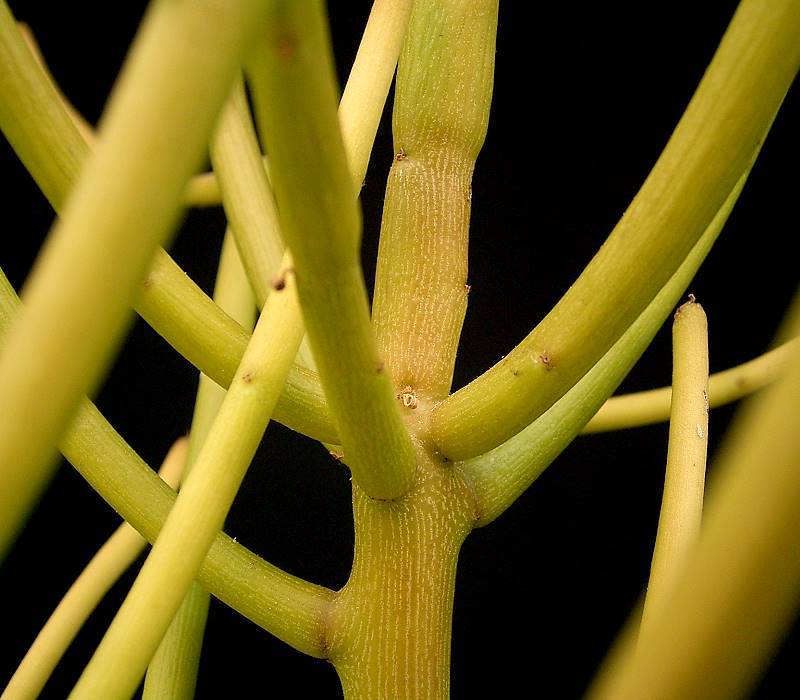
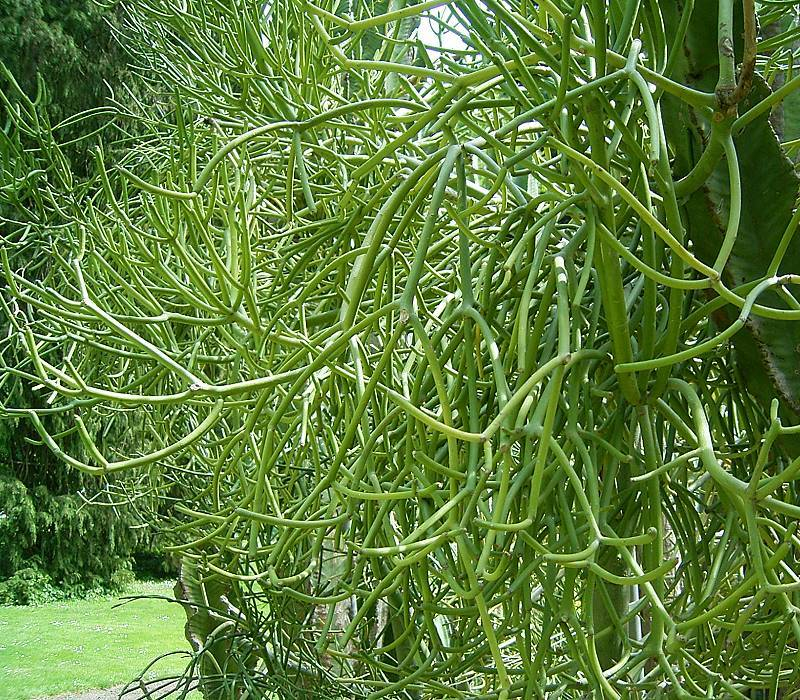
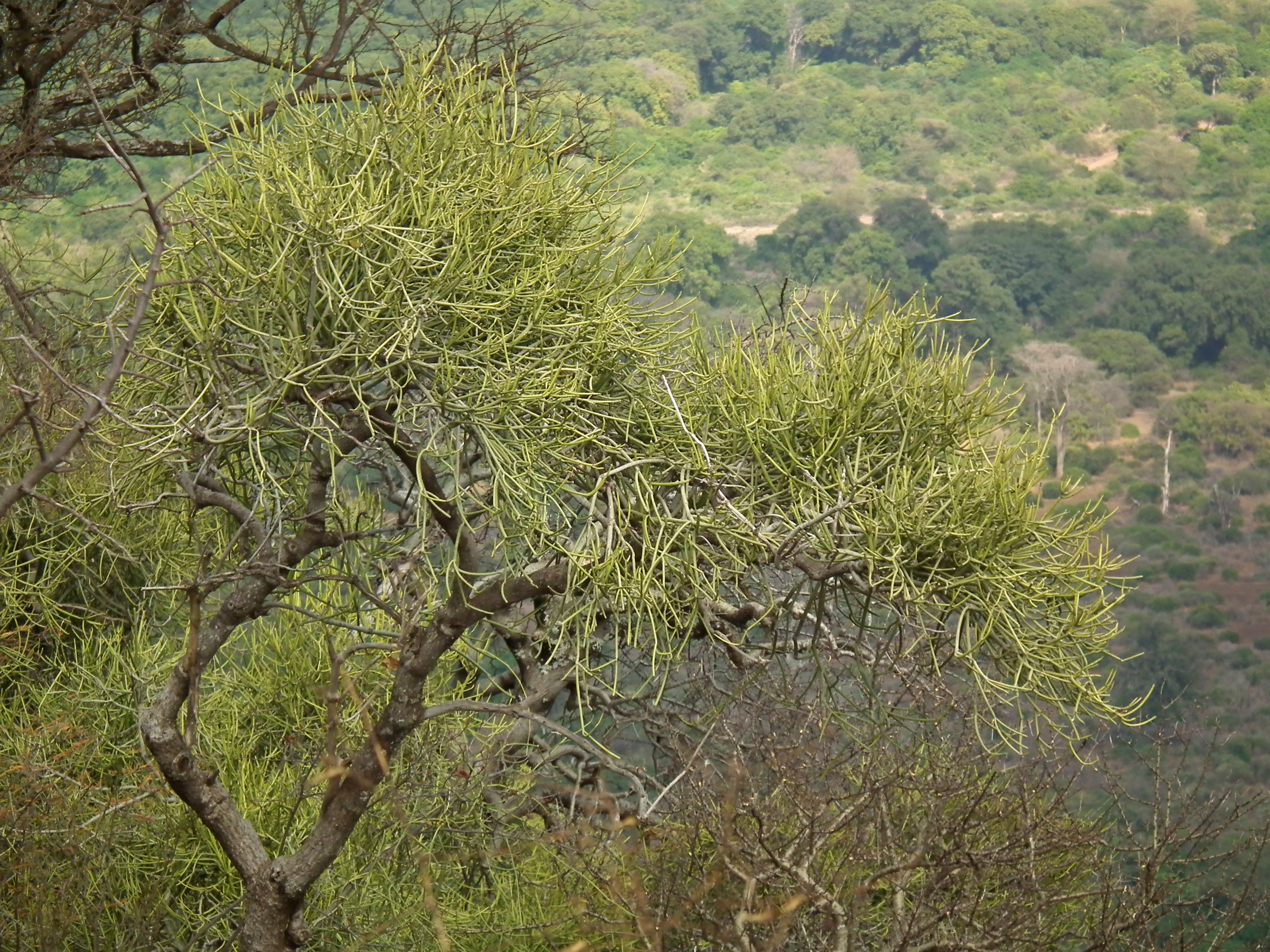
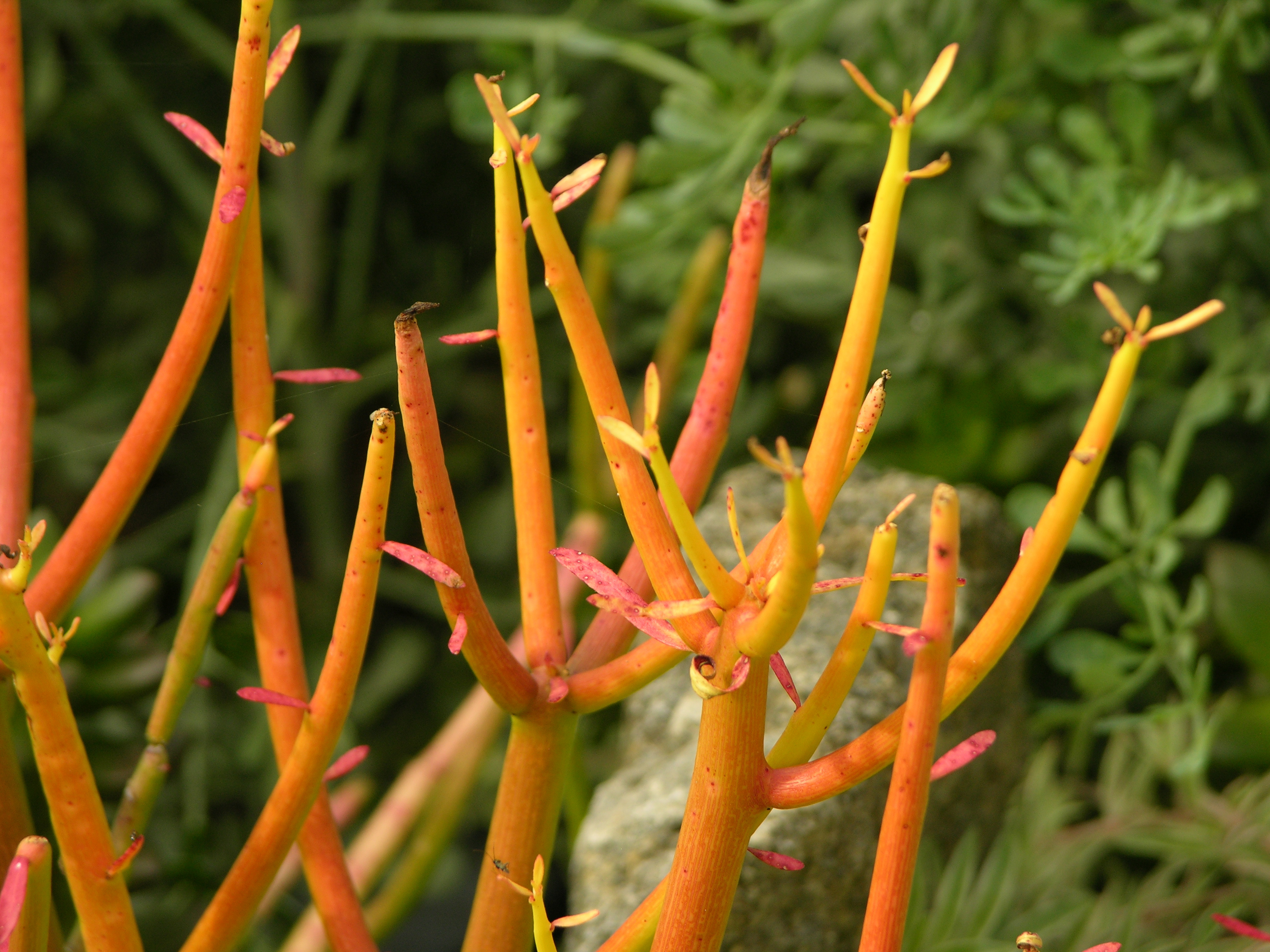